# Кенеш (Таласский район)
Кенеш (кирг. Кеңеш) — село в Таласском районе Таласской области Кыргызстана. Входит в состав Бекмолдоевского аильного округа. Код СОАТЕ — 41707 232 825 03 0.

## Население
По данным переписи 2009 года, в селе проживало 695 человек.